# Giuliano da Sangallo

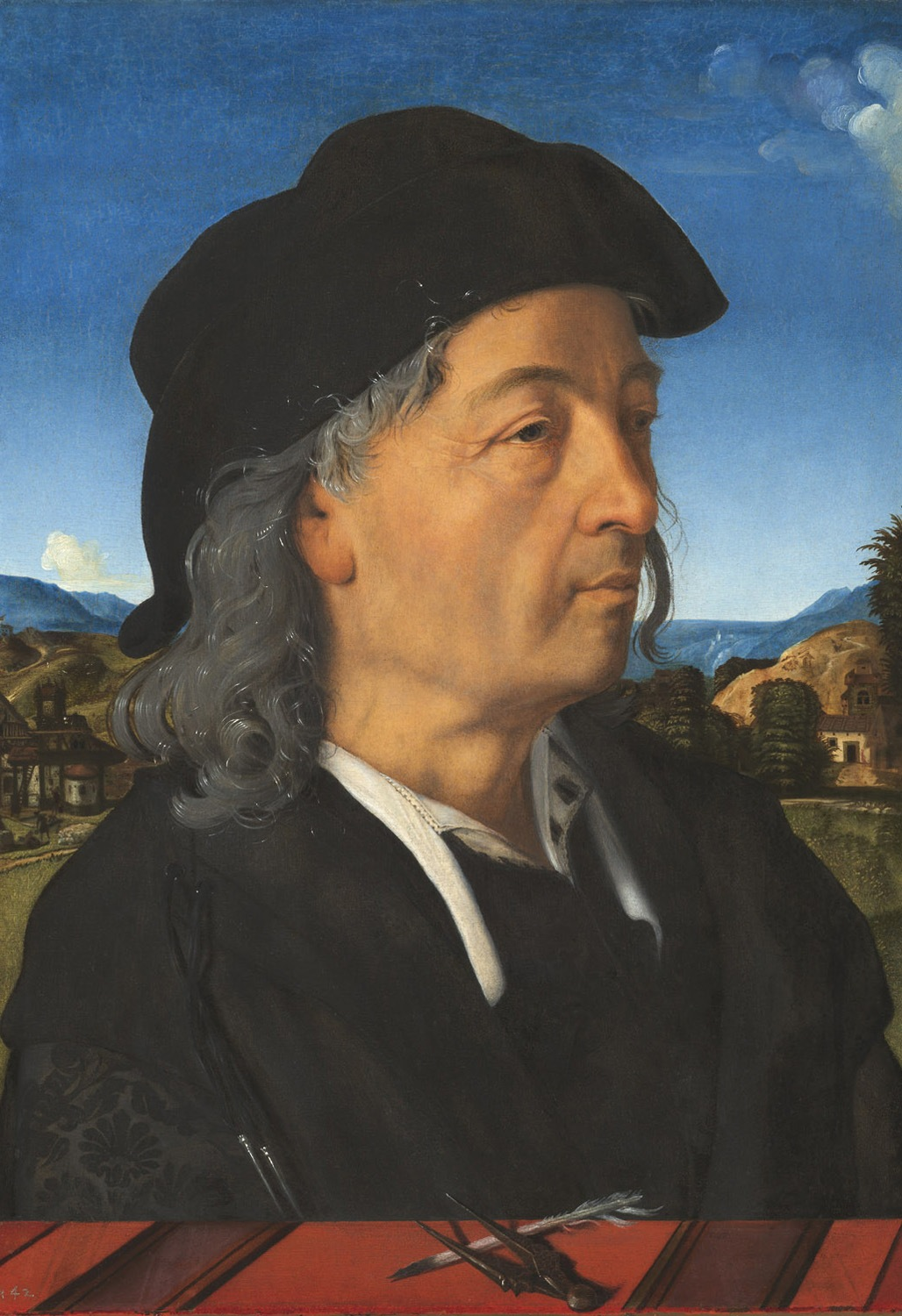
Porträt des Giuliano da Sangallo von Piero di Cosimo, Rijksmuseum Amsterdam

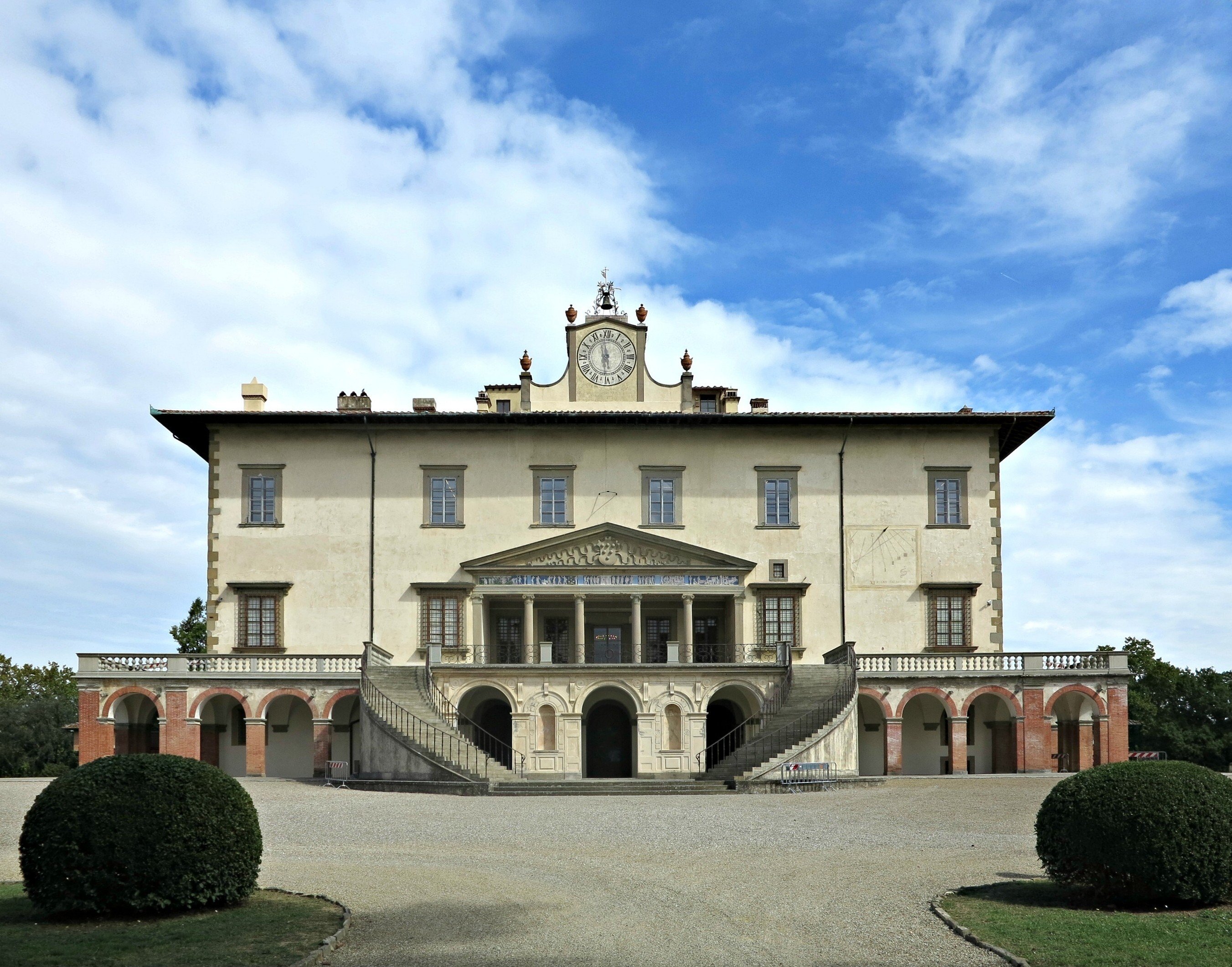
Villa Medici in Poggio a Caiano

Giuliano da Sangallo (eigentlich Giuliano Giamberti; * um 1445 in Florenz, Italien; † 1516 ebenda) war ein italienischer Architekt und Bildhauer.

## Leben und Werk
Giuliano da Sangallo war der Bruder von Antonio da Sangallo dem Älteren. Er erbaute in Florenz den Klosterhof von Santa Maria Maddalena de’ Pazzi, 1490–1494 den Palazzo Gondi, 1480–1485 für die Medici die Villa Medicea in Poggio a Caiano sowie ab 1489 zusammen mit S. Cronaca den Palazzo Strozzi. 1484–1495 schuf er in Prato in der Kirche Santa Maria delle Carceri einen Kuppelbau der Renaissance über einem griechischen Kreuz. Ferner erbaute er die Befestigungen von Ostia sowie den Klosterhof von San Pietro in Vincoli.
Bald nachdem Julius II. Papst geworden war, verließ er Rom, kehrte zwar kurze Zeit wieder zurück, ging aber dann nach Florenz. Später erbaute er die Zitadelle von Pisa. Unter Leo X. verweilte er wieder kurze Zeit in Rom, erbaute 1514 die Fassade von Santa Maria dell’Anima und war 1514–1515 Bauleiter des Petersdoms.